# ديف لوكاس (شاعر)
ديف لوكاس (بالإنجليزية: Dave Lucas)‏ هو شاعر أمريكي، ولد في 29 سبتمبر 1980 في كليفلاند في الولايات المتحدة.